# Харви, Гэбриэл
Гэбриэл Харви (англ. Gabriel Harvey; ок. 1545 или 1550, Эссекс — 1630) — английский поэт, друг знаменитого поэта и драматурга елизаветинской эпохи Эдмунда Спенсера и литературный соперник другого знаменитого поэта того времени, Томаса Нэша.

## Биография
Происходил из семьи богатого верёвочных дел мастера; в 1566 году поступил в колледж в Кембридже, который закончил в 1570 году со степенью бакалавра; в том же году был избран членом Пембрук-Холла, где и познакомился со Спенсером, а в 1578 году поступил в Тринити-Холл, где изучал гражданское право, но не сумел его закончить, поэтому докторскую степень по праву получил в Оксфорде.
Более всего Харви известен своей «литературной войной» с Томасом Нэшем, причины которой кроются в том, что поэт Роберт Грин написал сатиру на Ричарда Харви, брата Гэбриэла. Тот в 1592 году ответил аналогичным сатирическими сонетами на смерть Грина (Foure Letters and certaine Sonnets ), а Нэш, будучи другом покойного, ответил в свою очередь. «Война» продолжалась до 1599 года, когда архиепископ Кентерберийский постановил сжечь сатирические сочинения обоих авторов. За год до этого Харви вышел на пенсию.
За время противостояния с Нэшем репутация Харви серьёзно пострадала, и в течение не только последних лет жизни, но и примерно двух столетий после смерти его имя ассоциировалось лишь с тщеславием и педантизмом, а его сочинения практически не публиковались. «Повторное открытие» поэта произошло лишь в середине XIX века, когда британский литературовед Генри Морли в своей работе 1869 года высказал мнение о нём как о талантливом поэте и стилисте.